# Ретинальна мігрень
Ретинальна мігрень (також відома як очна мігрень і окулярна мігрень) — захворювання сітківки. Часто супроводжується мігренями та зазвичай зачіпає тільки одне око. Це може бути викликано ішемією або спазмом судин всередині або позаду ураженого ока.

## Симптоми
Ретинальна мігрень пов'язана з тимчасовою монокулярною (на одне око) втратою зору (скотома) тривалістю менше однієї години. Під час деяких епізодів втрата зору може відбутися без головного болю, а в інших випадках у тій же стороні голови, де і втрата зору, може виникнути пульсуючий головний біль. Супроводжується сильною світловою чутливістю та/або нудотою. Втрата зору негативно впливає на все монокулярне поле зору одного ока, але не на обидва ока. Після кожного епізоду нормальний зір повертається.
Подекуди може бути важко читати і небезпечно керувати транспортним засобом, поки симптоми ретинальної мігрені присутні.
Хоча ретинальна мігрень є відмінною від сцинтиляційної скотоми хворобою, деколи можуть зустрічатися сцинтиляції, тобто яскраві спалахи світла. Вони можуть виникати з різницею до години від проявів головного болю.

## Діагноз
Медичне обстеження повинно виключити будь-які поширені причини симптомів, такі як тромб, інсульт, пухлина гіпофіза, або відшарування сітківки. Нормальні результати дослідження сітківки характерні для ретинальної мігрені.

## Лікування
Лікування залежить від виявлення поведінок, які є тригером мігрені, таких як стрес, недосипання, недостатнє харчування, чутливість до деяких харчових продуктів, або конкретна діяльність. Препарати, які використовуються для лікування ретинальної мігрені, включають в себе аспірин, інші нестероїдні протизапальні засоби, препарати, які знижують високий кров'яний тиск.

## Прогноз
У цілому, прогноз при ретинальній мігрені дуже подібний до мігрені з типовою аурою. Тому як справжня поширеність ретинальної мігрені невідома, неясно, чи присутній більш високий рівень постійного нейроретинального пошкодження. Дані офтальмологічних досліджень свідчять про те, що існує більш висока ймовірність інфаркту кінцевих артеріол і більш високий рівень постійного дефекту поля зору при ретинальній мігрені, ніж у клінічно виражених церебральних інфарктах при мігрені з аурою. Одне дослідження показало, що більше половини людей із зареєстрованими рецидивними випадками ретинальної мігрені згодом страждали стійкою втратою зору на те саме око внаслідок інфарктів, однак останні дослідження показали, що такі зміни — це досить рідкісний побічний ефект.